# 2025－2026年南太平洋熱帶氣旋季
2025－2026年南太平洋熱帶氣旋季，泛指在2025年7月至2026年6月內的任何時間，於南太平洋所產生的熱帶氣旋。大部份於南太平洋的熱帶氣旋通常都會於11月至4月期間形成。
本條目的範圍僅侷限於赤道以南，東經160度以東的南太平洋水域。在南太平洋產生的熱帶氣旋是由斐濟和新西蘭命名，而美国聯合颱風警報中心會把在該地區的熱帶低氣壓的編號以P字母作結。
以下各熱帶氣旋資訊以熱帶氣旋存在期間的最強形態為準。

## 氣旋季影響
以下表格顯示了2025－2026年南太平洋熱帶氣旋季的所有熱帶氣旋以及它們的登陸資料。在括號內的死亡人數屬於非直接，但仍與風暴有關的死亡。所有破壞及死亡數字都包括風暴在擾動及溫帶氣旋階段時的資料。
| 風暴名稱 | 持續日期       | 最高強度 | 持續風速    | 氣壓                   | 影響地區 | 損失 （美元） | 死亡人數 | 來源     |
| 季節總結 | 季節總結       | 季節總結 | 季節總結    | 季節總結               | 季節總結 | 季節總結      | 季節總結 | 季節總結 |
| -------- | -------------- | -------- | ----------- | ---------------------- | -------- | ------------- | -------- | -------- |
| 0個系統  | （風季未開始） |          | 每小時0公里 | 0百帕斯卡（0英寸汞柱） |          | 無            | 無       |          |

## 風暴名稱
本年未用名稱以灰色表示，黑體字表示今年已經使用過，粗體名稱表示該風暴活躍中，橙色表示下一個即將使用的熱帶氣旋名稱。
| - Urmil - Vaianu（未用） - Wati（未用） - Xavier（未用） - Yani（未用） - Zita（未用） - Arthur（未用） | - Becky（未用） - Chip（未用） - Denia（未用） - Elisa（未用） - Fotu（未用） - Glen（未用） - Hettie（未用） |  |

## 外部連結
- 世界氣象組織（页面存档备份，存于）
- 澳洲氣象局（页面存档备份，存于）
- 斐濟氣象部門（页面存档备份，存于）
- 紐西蘭氣象局（页面存档备份，存于）
- 美國聯合颱風警報中心(JTWC)（页面存档备份，存于）

## 参見
- 2025年北印度洋氣旋季
- 2025年太平洋颱風季
- 2025年太平洋颶風季
- 2025年大西洋颶風季
- 2025－2026年西南印度洋熱帶氣旋季
- 2025－2026年澳洲地區熱帶氣旋季